# Јакобсдорф (Бранденбург)
Јакобсдорф (њем. Jacobsdorf) општина је у њемачкој савезној држави Бранденбург. Једно је од 38 општинских средишта округа Одер-Шпре. Према процјени из 2010. у општини је живјело 1.912 становника. Посједује регионалну шифру (AGS) 12067237.

## Географски и демографски подаци
Јакобсдорф се налази у савезној држави Бранденбург у округу Одер-Шпре. Општина се налази на надморској висини од 65 метара. Површина општине износи 50,3 km². У самом мјесту је, према процјени из 2010. године, живјело 1.912 становника. Просјечна густина становништва износи 38 становника/km².